# Río Bec
Río Bec (da língua maia Beek Ehretia tinifolia) localmente conhecido como Río del Roble, é um sítio arqueológico maia, localizado ao sul do estado de Campeche, México, no município de Calakmul, e definem não somente o local como o estilo de construções.
O sítio com edificações da civilização Maia foi pela primeira vez descrito pelo explorador e arqueólogo francês, Maurice de Périgny, em 1908 (sendo modernamente denominado de sítio "A"). Entretanto Périgny não descobriu todas as construções, o que coube quatro anos depois a uma expedição de Robert E. Merwin e Clarence L. Hay, que localizam uma construção que descrevem como o “edifício mais bem preservado encontrado na região”.
Novos descobrimentos são ali realizados em 1943 mas, durante várias décadas, o local ficou praticamente desconhecido dos arqueólogos até que em 1973 as ruínas foram limpas para a realização de um documentário. Sua construção e modificações parecem datar dos chamados períodos "Clássico Tardio" e "Terminal" dos maias.

## História
Evidências indicam que a região do Rio Bec começou a ser ocupada no período Pré-clássico Médio, por volta de 600 a.C. Nos anos de 550 d.C., passaram a construir estruturas de alvenaria e, até os anos de 700 d.C., as estruturas possuíam somente funções residenciais com uma arquitetura simples, contendo uma ou duas salas. 
As primeiras estruturas a serem construídas no estilo arquitetônico Rio Bec possuem datação entre 650 d.C. e 680 d.C., localizadas nos atuais grupos O e Thompson.
Após 700 d.C., algumas residências simples foram abandonadas, enquanto outras residenciais foram ampliadas, passando a ter multi-salas e a possuir uma arquitetura mais elaborada e decorativa. Durante este período, houve um declínio na construção de novas unidades residenciais.
Entre os anos 850 d.C. e 900 d.C., alguns grupos tiveram seu apogeu, como os grupos Thompson, B, N, O, Dintel 1, El Ocelote e Mulmuch; alguns grupos estavam começando a sua ascensão como os grupos I, III, IV, V, A, E, M, G, Ceibarico A, Omelita, El Porvenir, El Tinaco e La Tortuga; e alguns estavam declinando até serem abandonados, como os grupos II, Kajtun, Yaxek-Las Escobas e Ceibarico B.
Nos anos de 900 d.C., as construções de estruturas pararam quase que totalmente e a ocupação começou a diminuir na região, até ser totalmente abandonada entre os anos de 950 d.C. e 1000 d.C.

## Características
O sítio apresenta pequenos grupos de assentamentos simples, com no máximo 10 estruturas cada. Esses grupos, em sua maioria residenciais, estão espalhados por uma vasta área e distantes, em média 350 metros, uns dos outros; com a menor distancia chegando a 150 metros e a maior distancia chegando a 1.000 metros. Há 73 grupos que possuem estruturas monumentais, com arquitetura elaborada e fachadas decoradas; e em sua maioria são edifícios multi-salas. Até o momento, não foi constatado um núcleo urbano com um poder centralizado.

### Grupo A

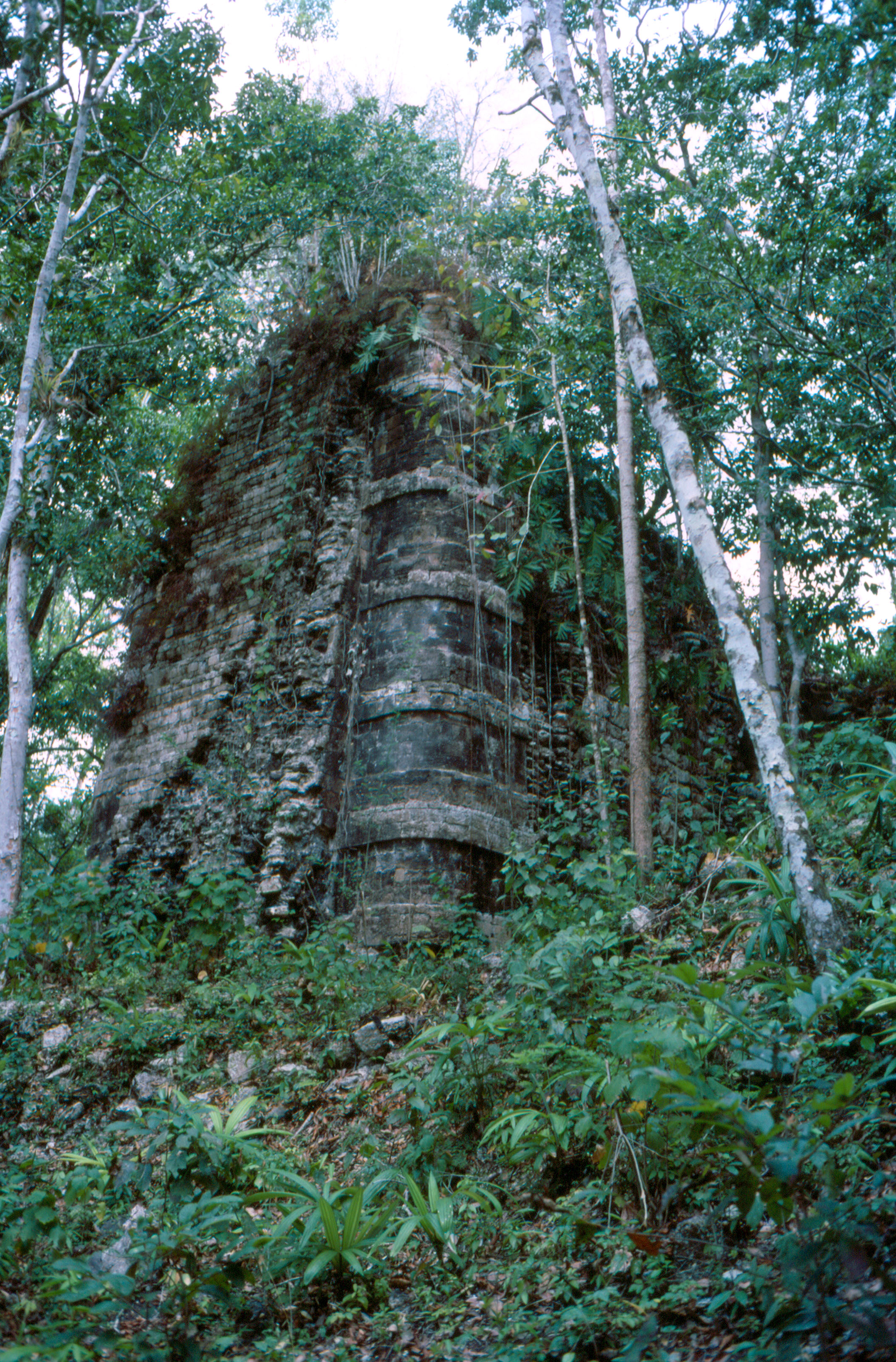
Detalhe da torre norte de Río Bec (Río Bec "A")

A estrutura monumental, denominada de 5N-2, está mais afastada das outras estruturas do grupo. Possui em sua fachada norte, duas torres em suas extremidades e painéis decorativos; e na fachada sul, possui um templo piramidal. A cozinha da estrutura 5N-2 foi construída a 15 metros de distancia e denominada de 5N2-b. Entre os anos de 720 d.C. e 830 d.C., a estrutura possuía apenas duas salas, para fins residenciais e a cozinha (5N2-b). Após 830 d.C., passou por ampliações com a construção das torres, de mais 10 salas, e um templo piramidal. As salas foram denominadas de A a M pelos pesquisadores. As salas A, B e D possuem a porta para a fachada norte, com a sala B conectada a sala C. Há 4 alas ao sul, cada ala possui duas salas conectadasː sala E e F; sala G e H; sala I e J; e sala K e L. As portas das alas ao sul dão acesso a um pátio com uma escadaria central que dá acesso ao templo (sala M). A sala M possui cerca de 1,4 metros de largura e 7,75 metros de comprimento, com teto abobadado. Um único enterro foi encontrado, e estava localizado sob o piso da sala G. Há evidências que a ampliação da estrutura está inacabada, por motivos ainda desconhecidos. A estrutura foi abandonada por volta de 950 d.C.
As estruturas 5N-4 e 5N-5 estão localizadas a uma distância de 63 metros à sudeste da 5N-2. É uma estrutura residencial, construída pelos anos de 700 d.C., com duas salas e tetos abobadados. Há evidências de ter sido modificada por diversas vezes; e foi abandonada por volta de 790 d.C., com um ritual funerário no local. A estrutura 5N-5, possui duas salas e uma parte de suas paredes e o telhado foram feitos de materiais perecíveis. Possivelmente foi usada como armazém.
A estrutura 5N-9 está localizada a uma distância de 57 metros ao norte da 5N-2. Foi construída por volta de 700 d.C., para funções residenciais.

### Grupo B

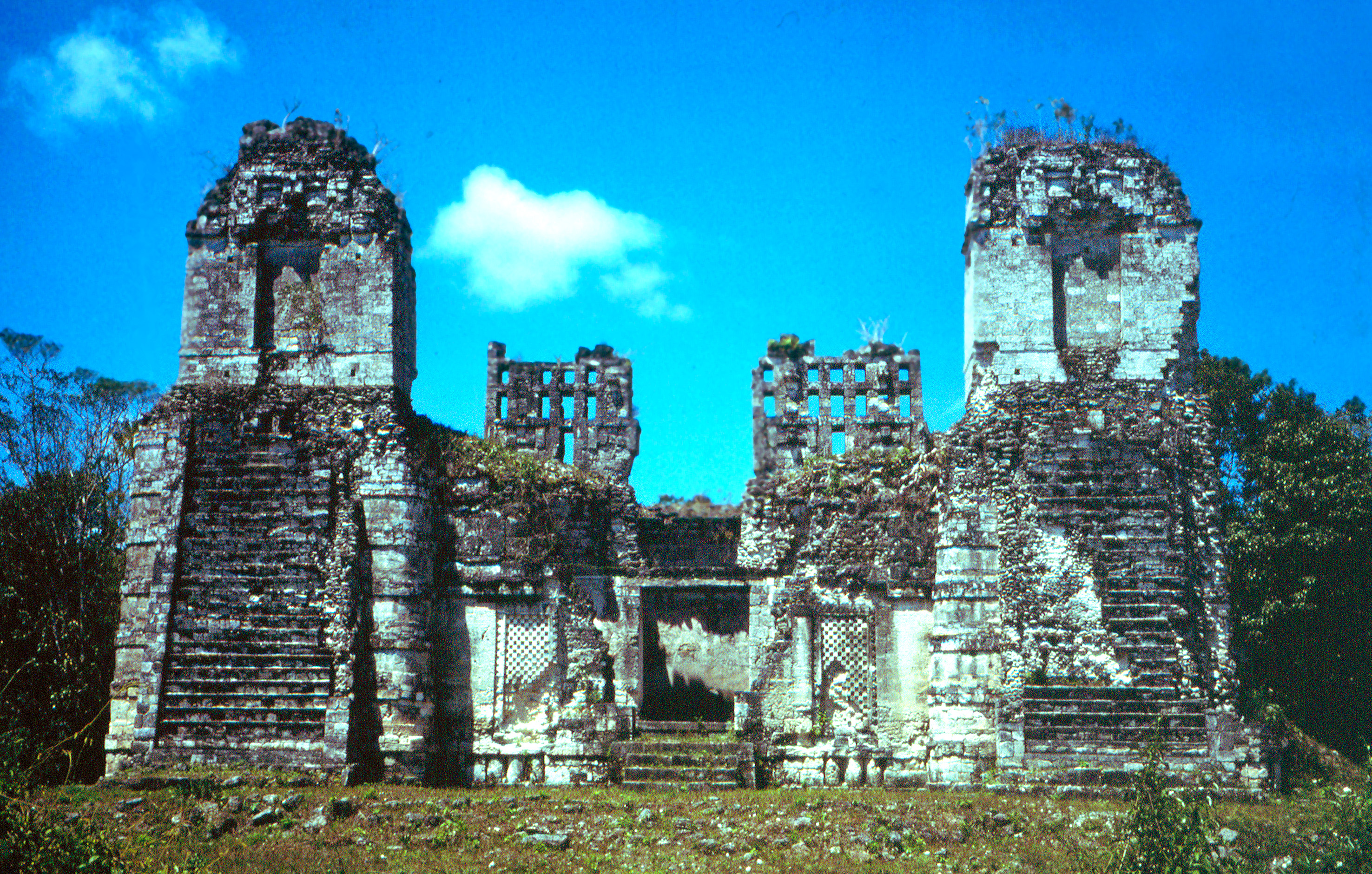
Vista do conjunto principal de Río Bec (Río Bec "B")

Possui duas estruturas monumentais, denominada pelos pesquisadores de 6N-1 e 6N-2. A princípio, a 6N-1 foi construída com 3 alas, com 2 salas cada; e a porta de acesso principal à leste. As salas foram nomeadas de A a F, pelos pesquisadores. As salas A e B eram acessadas por uma porta, do lado sul da estrutura. As salas C e D eram acessadas pela porta principal à leste. As salas E e F eram acessadas por uma porta ao norte da estrutura. Em 3 salas foram encontrados bancos de pedra revestidos com gesso. A porta principal era acessada através de uma escada de 5 degraus, construída com blocos de calcário trabalhados; essa escada levava até uma pequena praça. Posteriormente, ergueram as duas torres; ampliaram a praça, cobrindo a escada antiga; e construíram uma nova escada. Foi encontrado uma oferenda enterrada (um vaso com tampa, contendo um fragmento de jadeíta e um ponto de projétil), sob o piso da praça ampliada.
A estrutura 6N-2, é semelhante a 6N-1, por possuir 3 alas. A diferença é que cada ala possui 3 salas; todas as alas se abrem para o lado leste da estrutura; os tetos são abobadados; e os bancos foram pintados e decorados com textos glíficos. Suportes de 2 dos bancos possuem formato cilíndrico, e foram esculpidos, em alto relevo, dois personagens sentados, com um deles usando um elaborado cocar. Nesta estrutura foi construído um hall à oeste, com uma área de 34,30 m²,  e um piso elevado, feito de grandes lages de pedra sobre colunas com 68 centímetros de altura e acessada por escadas laterais pitadas de vermelho.

## Estudos e escavações
Périgny, durante sua expedição pelas terras baixas maias, entre os anos de 1906 e 1907, descobriu uma estrutura com duas torres, no atual Grupo A, onde fotografou e descreveu sobre a estrutura, publicando-as em diversas revistas no ano de 1908 e 1909.
Em 1912, Merwin e Hay descobriram mais 6 grupos na região, denominando-os de B a G.
No ano de 1976, ocorreram as primeiras escavações controladas no sítio, através da Universidade das Américas (UDLA) e financiada pela Fundação Jenkins. Mapearam o sítio do Rio Bac B e estudaram extensivamente a estrutura principal (6N-1). Durante a expedição, as verbas foram cortadas, impossibilitando a elaboração de um relatório formal e completo dos estudos.
Entre os anos de 2002 e 2010, uma grande expedição de estudos ocorreu no sítio, chamada "Projeto Rio Bec". Com o objetivo de averiguar as técnicas de construção e o estilo arquitetônico diferenciado; e que tipo de dinâmica sociopolítica era praticado.